# Karel Zvára
Karel Zvára (* 6. května 1976 Praha) je český politik a ekonom, od července 2012 do října 2016 místopředseda Strany svobodných občanů. Nyní je členem Strany nezávislosti České republiky.

## Život
Po absolvování Gymnázia nad Štolou na Praze 7 v roce 1994 vystudoval ekonomii na Vysoké škole finanční a správní v Praze (promoval v roce 2008 a získal tak titul Ing.). V září 2017 úspěšně obhájil disertační práci 1. lékařské fakultě Univerzity Karlovy v Praze.
V letech 1991 až 1996 pracoval jako správce BBS a poštovního systému FrontDoor, pak rok vykonával náhradní vojenskou službu (1996 - 1997). Od roku 1998 se živí jako jednatel malé firmy zaměřené na vývoj softwaru a poskytování dalších IT služeb především v oblasti zdravotnictví. V letech 2009 až 2011 navíc figuroval jako vědecký pracovník v Akademii věd České republiky.
Karel Zvára je ženatý a má čtyři děti. Společně s rodinou žije v Týnci nad Sázavou.

## Politické působení

### Strana svobodných občanů
Členem Strany svobodných občanů byl od roku 2009 do března 2017. V rámci strany působil jako koordinátor pro Prahu 2 a Prahu 4, předseda odborné komise pro rozpočtovou a daňovou politiku a předseda volební komise. V letech 2011 - 2012 byl předsedou pražského krajského sdružení Svobodných. V červenci 2012 byl zvolen místopředsedou strany, post obhájil v roce 2013 i v roce 2015. Inicioval vyloučení bývalého krajského předsedy Marka Sedláčka ze strany..
Do komunální politiky se pokoušel vstoupit, když v obecních volbách v roce 2010 kandidoval za Svobodné do Zastupitelstva Hlavního města Prahy, ale nedostal se do něj.
Ve volbách do Poslanecké sněmovny PČR v roce 2010 kandidoval za Svobodné v Hlavním městě Praze, ale neuspěl. Stejně tak neuspěl ani ve volbách do Poslanecké sněmovny PČR v roce 2013, kdy opět kandidoval za Svobodné, tentokrát jako lídr ve Středočeském kraji.
V říjnu 2016 rezignoval na funkci místopředsedy strany, deklaroval však, že stranu i její předsednictvo bude dál podporovat. V březnu 2017 své členství ve Svobodných ukončil a v dubnu 2017 se stal členem hnutí Strany nezávislosti České republiky (tehdy hnutí Referendum o EU).

### Strana nezávislosti České republiky
Ve straně (tehdy hnutí) navázal na svoji dřívější činnost, s tím, že za v současnosti nejdůležitější téma považuje referendum o setrvání (či vystoupení) z Evropské unie, neboť Lisabonská smlouva a změna článku 136 Smlouvy o fungování Evropské unie z EU učinila úplně jinou organizaci, než do které Česká republika na základě referenda vstoupila v roce 2004. A protože o změnách nebylo uspořádáno referendum, mělo by se uspořádat nyní.
Ve volbách do Evropského parlamentu v květnu 2019 kandidoval na 5. místě kandidátky Strany nezávislosti České republiky, ale zvolen nebyl.

## Postoje
Považuje se za libertariána. Role státu spočívá podle Zváry především v ochraně svobody, tedy ve financování soudů, policie a armády. Za nejhorší státní zásah vůči svobodě považuje přerozdělování, přičemž za špatné považuje zejména vybírání daní, samotné čerpání dávek a dotací za špatné nepovažuje. Rovněž tak nevidí problém v práci pro stát. Odmítá zvyšování daní a zadlužování státu. Korupce je podle Zváry přirozeným důsledkem přerozdělování, a vymýtit ji lze jen snížením přerozdělování. Z toho důvodu nepodpořil iniciativu Rekonstrukce státu, protože léčí pouze projevy, nikoliv příčinu korupce. Odmítá majetková přiznání.
Evropskou unii považuje za nereformovatelnou, a chce, aby ji ČR opustila a stala se členem Evropského sdružení volného obchodu (EFTA). Původně chtěl, aby ČR zůstala v Schengenském prostoru, během uprchlické krize v roce 2015 však názor změnil. Přesto, že je zastáncem vystoupení České republiky z Evropské unie, trvá na konání referenda a respektování jeho výsledku. Odmítá antidiskriminační zákon, protože znemožňuje vlastníkovi rozhodovat o tom komu a za jakých podmínek bude poskytovat své služby či dodávat zboží.